# Port lotniczy Uberaba
Port lotniczy Uberaba (IATA: UBA, ICAO: SBUR) – port lotniczy położony w Uberaba, w stanie Minas Gerais, w Brazylii.